# Plaça de Manuel Torrente
Plaça de Manuel Torrente, popularment coneguda com a placeta Alzina, és una plaça del barri de Gràcia de Barcelona formada pels jardins de nom homònim i un petit espai en la confluència del carrer de l'Alzina i el carrer del Robí. Atès que la placa amb el nom de la plaça és a prop de l'entrada dels jardins, encara que fora d'ella, indueix a considerar erròniament que aquests no formen part de la plaça. El fet que la zona enjardinada estigui enreixada i sigui clausurada a la nit a petició dels veïns no ajuda tampoc a dissipar-ne la confusió.
El nom de la plaça és en honor a Manuel Torrente Flores, un dels tres antics propietaris dels terrenys i un dels encarregats d'urbanitzar tota la zona d'influència de la Plaça de Rovira i Trias. Inicialment, es va batejar el carrer del Torrent de les Flors com a Torrente Flores en honor a l'urbanitzador, però ràpidament l'ús popular va anar degenerant el nom i desposseint-lo del significat original. Amb els anys, l'Ajuntament es doblegà al nom d'ús comú i l'oficialitzà. Per compensar aquesta decisió, designà aquesta plaça com a Manuel Torrente el 18 d'abril de 1994.

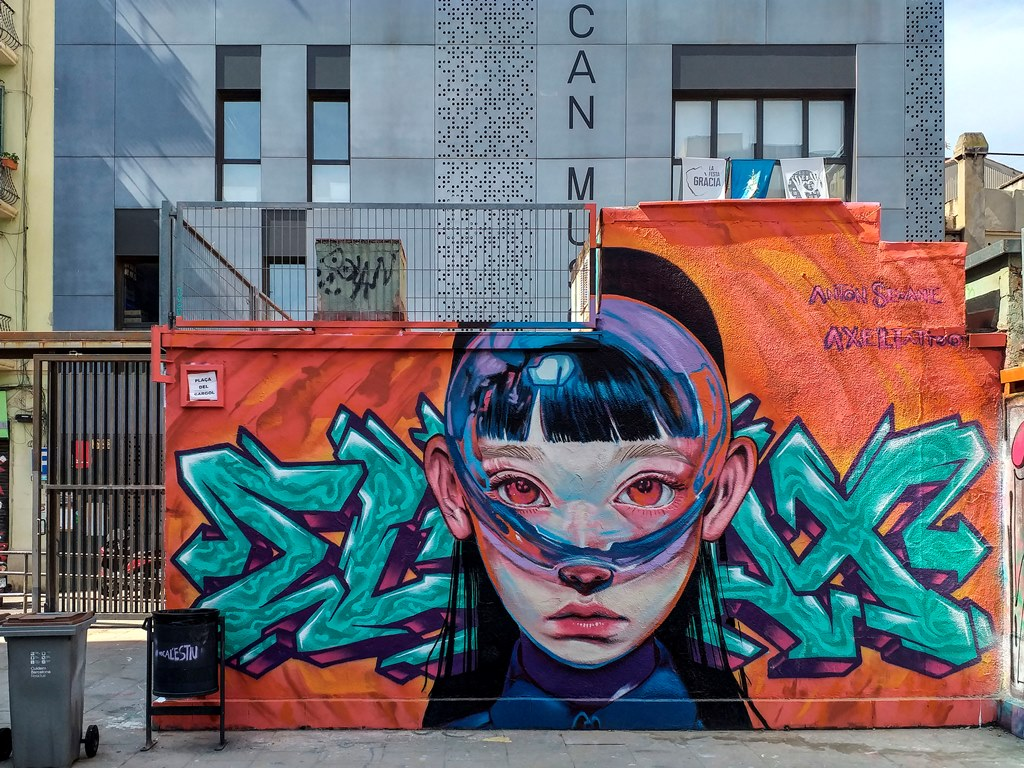
Grafiti als jardins de Manuel Torrente

A l'espai on s'ubica la plaça hi havia hagut anteriorment la fàbrica d'estampació Imperio que donava feina a bona part del veïnat de l'entorn. Un cop clausurada l'any 1972, la nau va quedar descuidada i es va anar enrunant progressivament. L'any 1991, després de les queixes reiterades dels veïns per l'estat de l'edifici, l'Ajuntament va comprar el solar amb la intenció de construir un Casal de Joves per al barri. Llavors, s'enderrocà l'edifici i es va convertir temporalment en un solar apte per a l'aparcament lliure. El 1993 es van construir quatre plantes d'aparcament subterrànies, tanmateix, es decidí habilitar l'espai a peu de carrer com a parc a l'espera d'aconseguir el pressupost necessari per a assolir l'objectiu final. Aquest projecte fallit encara és patent per les diverses columnes de formigó per a una potencial primera planta presents a la plaça. L'espai compta amb una zona d'esbarjo infantil i durant uns anys disposà també d'una taula de tennis taula.
Els jardins de Manuel Torrente no han esdevingut una àrea de gaire activitat social, a excepció d'alguns actes populars promoguts per l'Associació de Veïns i Comerciants del carrer Providència i actes de la Festa Major de Gràcia.